# 제2차 세계 대전 참전국

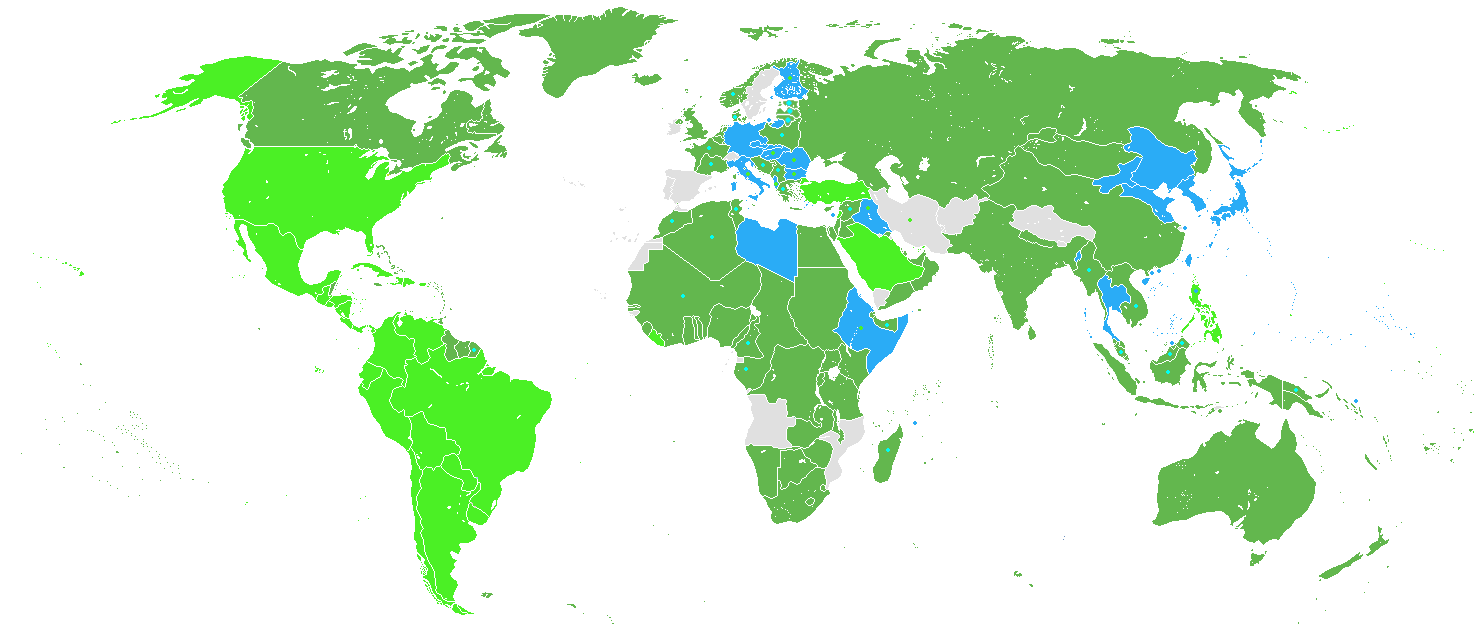
진주만 공격 이전의 연합국
진주만 공격 이후 참여한 연합국
추축국
중립국

## 연합국
연합국에는 다음이 있다.

### 제2차 세계 대전
(일본 제국이나 나치 독일, 이탈리아 왕국이 합병한 나라들이랑 전쟁을 한 나라이다.)
- 중화민국 - 일본에게 일부 합병 (중일전쟁 참조)
- 오스트리아 - 독일에게 합병
- 체코슬로바키아 - 독일에게 합병
- 소련 - 일본에게 일부 합병 (노몬한 사건 참조)
- 에티오피아 제국- 이탈리아의 점령
- 알바니아 왕국 - 이탈리아에게 합병

### 1939년
- 폴란드 9월 1일
- 오스트레일리아 9월 3일
- 프랑스 9월 3일
- 영국 9월 3일

### 1940년
- 덴마크  4월 9일
- 노르웨이 4월 9일
- 벨기에 5월 10일
- 룩셈부르크 5월 10일
- 네덜란드 5월 10일
- 이집트 왕국 9월 9일
- 그리스 왕국 10월 28일

### 1941년
- 유고슬라비아 4월 6일
- 투바 인민공화국 6월 25일
- 몽골 8월 29일
- 파나마 12월 7일
- 미국 12월 8일
- 코스타리카 12월 8일
- 도미니카 공화국 12월 8일
- 엘살바도르 12월 8일
- 아이티 12월 8일
- 온두라스 12월 8일
- 니카라과 12월 8일
- 중화민국 12월 9일
- 과테말라 12월 9일
- 쿠바 12월 9일
- 필리핀 12월 9일
- 체코슬로바키아 12월 16일

### 1942년
- 멕시코 5월 22일
- 브라질 8월 22일
- 에티오피아 12월 14일

### 1943년
- 이라크 왕국 1월 17일
- 볼리비아 4월 7일
- 콜롬비아 7월 26일
- 이란 제국 9월 9일

### 1944년
- 라이베리아 1월 27일
- 페루 2월 12일

### 1945년
- 에콰도르 2월 2일
- 파라과이 2월 7일
- 우루과이 2월 15일
- 베네수엘라 2월 15일
- 튀르키예 2월 23일
- 레바논 2월 27일
- 시리아 2월 27일
- 사우디아라비아 3월 1일
- 아르헨티나 3월 27일
- 칠레 4월 11일

### 추축국에서 연합국으로 전환한 나라들
- 이탈리아 왕국 - 1943년 9월 8일 연합국으로 전환
- 루마니아 왕국 - 1944년 8월 23일 연합국으로 전환
- 불가리아 왕국 - 1944년 9월 9일 연합국으로 전환
- 헝가리 왕국 - 1945년 1월 20일 연합국으로 전환

## 추축국

### 삼국 동맹
삼국 동맹 조약은 주요 추축국인 3개의 나라들이 상호방위협정을 맺은 것이다.
- 나치 독일
- 이탈리아 왕국
- 일본 제국

### 기타 추축국
- 헝가리 왕국
- 루마니아 왕국
- 불가리아 왕국
- 이탈리아 사회공화국 - 이탈리아 왕국 항복 후 참여 (살로 공화국)

## 공동 교전국
- 핀란드:핀란드는 삼국 동맹 조약을 맺지 않아서 추축국이 아니다.

## 추축국의 괴뢰국

### 나치 독일의 괴뢰국
- 슬로바키아 제1공화국
- 비시 프랑스
- 크로아티아 독립국
- 이탈리아 사회공화국
- 알바니아 왕국
- 러시아 해방군: 괴뢰국보단 군에 가깝다

### 파시스트 이탈리아의 괴뢰국
- 몬테네그로 왕국
- 이탈리아령 알바니아

### 일본 제국의 괴뢰국
- 만주국
- 몽강연합자치정부
- 왕징웨이 정권
- 버마국
- 필리핀 제2공화국
- 베트남 왕국
- 캄보디아 왕국
- 라오스 왕국
- 자유 인도 임시 정부

## 같이 보기
- 추축국
- 연합국 (제2차 세계 대전)